# Case fatality rate
 Denne artikel bør gennemlæses af en person med fagkendskab for at sikre den faglige korrekthed.
    Blandt andet brug af sædvanlig dansk terminologi 

Inden for epidemiologien er case fatality rate (CFR, rate vs. ratio, se) andelen af dødsfald på grund af en bestemt sygdom sammenlignet med det samlede antal mennesker, der er diagnosticeret med sygdommen i en bestemt periode. CFR udtrykkes traditionelt som en procentdel og repræsenterer et mål for sygdommens sværhedsgrad.
CFR bruges oftest til sygdomme med diskrete (separate), tidsbegrænsede forløb, som for eksempel udbrud af akutte infektioner. En CFR kan kun betragtes som endelig, når alle sager er løst (enten ved død eller helbredelse). Den foreløbige CFR, for eksempel under et udbrud med en høj daglig stigning og lang opløsningstid? (resolution time), ville være væsentligt lavere end den endelige CFR.
Jo større tidrum der benyttes, jo flere kan nå at dø af andre årsager end den man er interesseret i: "... For example, as duration of the disease of interest lengthens, a person becomes increasingly likely to die of causes that are not associated with the specified disease. ..." 

## Terminologi
Dødeligheden – ofte forvekslet med CFR – er et mål for det relative antal dødsfald (enten generelt eller på grund af en bestemt årsag) inden for hele befolkningen pr. tidsenhed.
En CFR er derimod antallet af døde blandt antallet af diagnosticerede tilfælde.
Sommetider bruges begrebet case fatality ratio i flæng med case fatality rate, men de dækker ikke det samme fænomen. Et case fatality ratio er en sammenligning mellem to forskellige case fatalities, udtrykt som et forhold. Det bruges til at sammenligne sværhedsgraden af forskellige sygdomme eller til at vurdere indvirkningen af interventioner.
Fra et matematisk synspunkt er CFR'er, der har værdier mellem 0 og 1 (eller 0% og 100%), faktisk et mål for risiko (case fatality risk) – det vil sige incidenstallet (kumulativ incidens), selvom de ikke afspejler en sygdoms incidens. CFR'erne er hverken frekvenser, incidensrater eller ratios (ingen af disse er begrænset til området 0-1). De tager ikke højde for tid, fra sygdomsudbrud til død.

## Infection Fatality Rate IFR
Som med case fatality rate gælder udtrykket infection fatality rate (IFR) også for udbrud af infektiøs sygdom, men udtrykker andelen af dødsfald blandt alle inficerede individer, inklusive alle asymptomatiske og udiagnosticerede personer. Det er tæt forbundet med CFR, men forsøger desuden at redegøre for utilsigtede infektioner hos raske mennesker.
IFR adskiller sig fra CFR ved, at den sigter mod at estimere dødeligheden for både syge og raske inficerede: både de påviste sygdomstilfælde og dem med en uopdaget sygdom − asymptomatisk og ikke testet gruppe. Personer, der er inficeret uden at fremvise symptomer, siges at have "ikke-synlige", "tavse" eller "subkliniske" infektioner, subclinical infections (en), og kan utilsigtet inficere andre. − IFR kan pr. definition ikke overstige CFR, fordi førstnævnte tilføjer asymptomatiske tilfælde til nævneren.